# Молодая гвардия (издательство)
«Молода́я гва́рдия» — советское, затем российское издательство. Полное наименование в настоящее время — АО «Молодая гвардия».
По утверждениям издательства, общее количество наименований, выпущенных «Молодой гвардией» за всю ее историю, превышает 50 тысяч, а их совокупный тираж — 3 миллиарда экземпляров.

## История

### Советский период

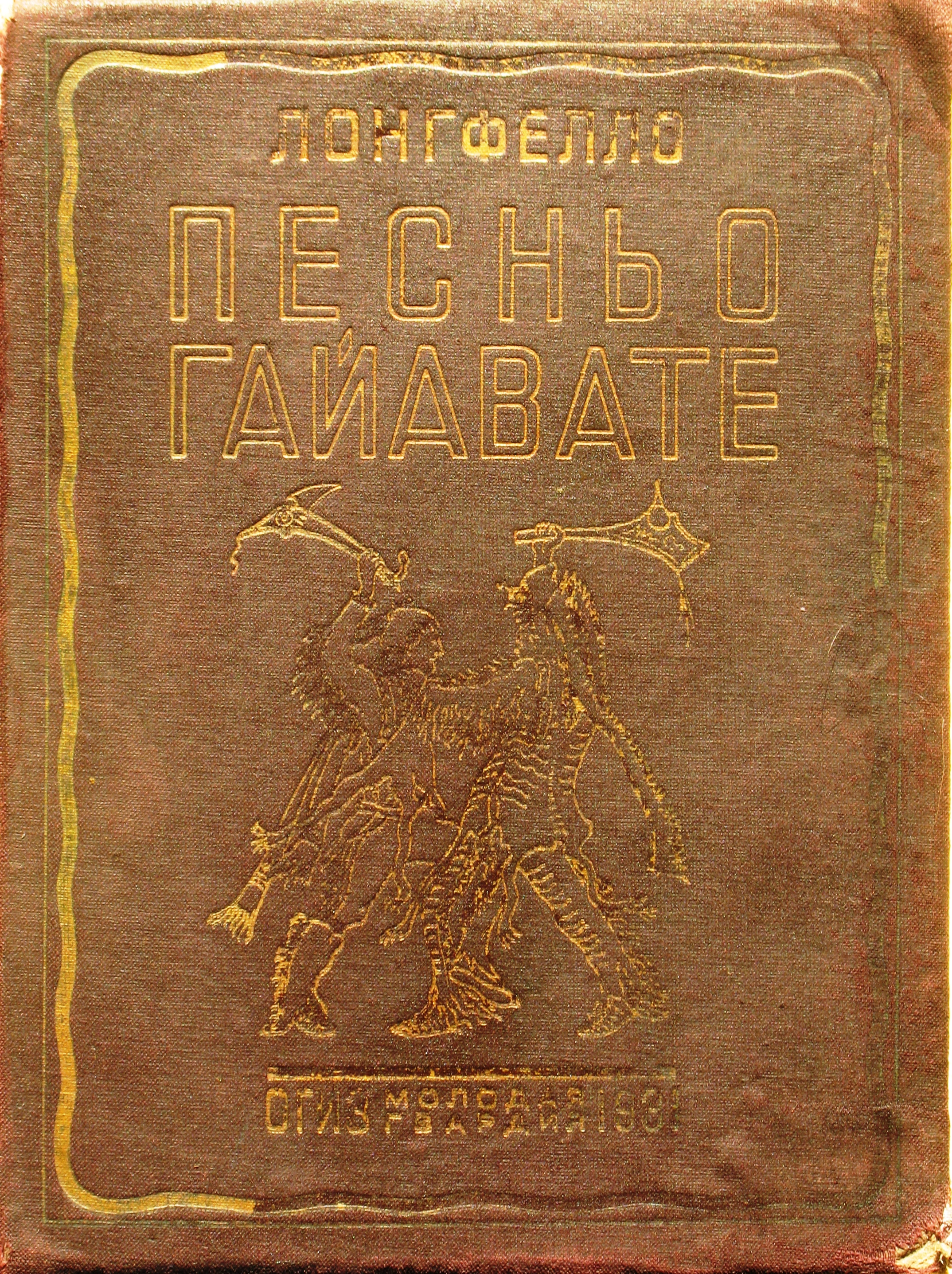
«Песнь о Гайавате», 1931

10 октября 1922 года — постановлением ЦК РКСМ, подтвержденным V Всероссийским съездом РКСМ, с целью просвещения и воспитания молодёжи, в Москве создано кооперативное Издательство «Молодая Гвардия».
В 1923 году издательство разместилось в собственном здании по адресу: Сущёвская ул., д. 21, – там же оно находится и до сих пор. Кроме того, «Молодой гвардии» была передана типография «Юношеская книга» на Петровке, ставшая полиграфической базой издательства. Уже в первый год работы было выпущено 90 книг и брошюр («На чём держится земля», «Коробка консервов и происхождение жизни на земле», «Очерки по истории рабочего подростка», «Правда о спиртных напитках» и др.) общим тиражом 584 тысячи экземпляров.
1920-е годы.
В 1927 году – к пятилетнему юбилею издательства, готовившейся Всесоюзной полиграфической выставке и, наконец, к 10-летию Октябрьской революции – увидела свет специальная брошюра, в которой сообщалось, что изначально перед «Молодой гвардией» была поставлена задача «создать основную литературу по юношескому движению, популярно-политическую агитационную брошюру и вообще обслужить самые неотложные нужды комсомола и новых кадров молодёжи». При этом уже в 1923 году в издательских планах появились художественные произведения, были изданы альманахи нескольких литературных групп, к сотрудничеству стали привлекаться «писатели большой литературы», на творчестве которых должна была учиться «литературная молодёжь»; была проделана «значительная работа по созданию приключенческой литературы, книг из области революционной романтики».
1920-е годы были также отмечены выпуском книг по юношескому движению и пособий для комсомольской учёбы:
- серия книг по истории юношеского движения;
- серия «Библиотека комсомольца», освещавшая вопросы комсомольской работы, рассчитанная на низовой актив и рядовых комсомольцев;
- клубная серия — пособия для проведения пролетарских праздников;
- серия «В помощь комсомольской учёбе», рассчитанная на комсомольский актив и руководителей комсомольских кружков;
- пионерская литература: брошюры из серий «Библиотека вожатого», «Библиотека пионера» и другие.

— выпуск массовых периодических изданий: журналы «Юный Коммунист» (руководящий журнал ЦК ВЛКСМ), «Смена» (журнал рабочей молодёжи), «Пионер» (массовый журнал для детей пионерского возраста), «Вожатый» (руководящий журнал пионерских работников), «Борьба миров» (приключенческий журнал).
В 1930-е годы «Молодая гвардия» стала ведущим молодёжным издательством Советского Союза, уступая по объёму выпускаемой продукции только Госиздату СССР. Именно в «Молодой гвардии» вышли в свет такие знаменитые произведения, как романы «Как закалялась сталь» Николая Островского (1932), «Чапаев» Дмитрия Фурманова (1935), «Пётр Первый» Алексея Толстого (1937).
До 1933 года, когда было образовано издательство «Детгиз», «Молодая гвардия» занимала ведущие позиции в выпуске литературы для детей. В издательстве начали свою жизнь самые популярные детские и юношеские журналы советской эпохи – «Молодая гвардия» (1922), «Мурзилка» (1924), «Сельская молодёжь» (1925), «Вокруг света» (1930), «Техника – молодёжи» (1932). В дальнейшем молодогвардейскую семью журналов пополнили такие издания, как «Молодой коммунист» (был основан ещё в 1918 году), «Юный техник», «Комсомольская жизнь», «Ровесник», «Студенческий меридиан», «Юный натуралист», «Моделист-конструктор», «Юный художник», «Весёлые картинки», «Школьный вестник». «Школьный вестник», единственный в России журнал для слепых и слабовидящих детей (издается рельефно-точечным шрифтом Брайля), выходит с июня 1938 года по настоящее время (до 1993 года носил название "Советский школьник").
Многосторонними были связи «Молодой гвардии» с пионерской организацией; с 1925 года в издательстве выходила газета «Пионерская правда». Тираж «Пионерки», вначале достигавший 20 тысяч экземпляров, к концу 1980-х годов увеличился до 10 миллионов – мировой рекорд для детских и юношеских периодических изданий.
1938 год — расформировано Журнально-газетное объединение (Жургаз). В ведение издательства «Молодая гвардия» переходит серия 
«Жизнь замечательных людей» («ЖЗЛ»), образованная в 1890 году русским просветителем Ф. Ф. Павленковым и продолженная в 1933 Максимом Горьким. Книги серии, созданной Павленковым, были необычайно ёмкими по содержанию. В юношеские годы книгами серии зачитывались А.Толстой, Н. Бердяев, В. Вернадский и многие другие деятели отечественной культуры.
До 1938 года в «ЖЗЛ» вышло 87 книг, а до 22 июня 1941 года – ещё 28. Первая молодогвардейская книга серии — «Суворов» К. Осипова.
Перейдя в ведение «Молодой гвардии», серия значительно увеличила свои тиражи и влияние на читающую публику. Именно в молодогвардейскую эпоху были сформулированы основные принципы серии: научная достоверность, высокий литературный уровень и занимательность. Диапазон серии по-настоящему велик: от Конфуция и Платона до Фрейда и Гегеля, от Александра Невского до Жукова, от Вагнера до Чайковского и Рахманинова, от Леонардо да Винчи и Караваджо до Сальвадора Дали и Пикассо, от Сергия Радонежского до Патриарха Тихона.
1941—1945 годы. С началом Великой Отечественной войны «Молодая гвардия», как и вся страна, перевела свою работу на военные рельсы. Более 250 сотрудников издательства ушли на фронт, почти треть из них погибли. С приближением фашистов к Москве руководство издательства вместе с типографией было эвакуировано в Уфу. Там был налажен выпуск новых серий: «Искусство воевать», «Военная библиотечка комсомольца», «Библиотечка партизана». Эти книги имели небольшой формат, чтобы бойцы могли носить их в кармане шинели. Также было выпущено более 10 миллионов листовок, распространявшихся на фронте и в тылу врага.
«ЖЗЛ» была переименована в серию «Великие люди русского народа» (позже – «Великие русские люди»). Вышло 28 книг (тоже карманного формата) общим тиражом 875 тысяч экземпляров. Их авторами стали известные деятели культуры – историк Евгений Тарле, поэт Николай Асеев, философ Сергей Дурылин и другие. Часть этих книг вошла в сборник «Великие русские люди», выпущенный в «ЖЗЛ» в 1984 году.
Продолжился и выпуск художественной литературы – в одном только 1942 году «Молодая гвардия» издала знаменитую поэму Александра Твардовского «Василий Тёркин», стихи Константина Симонова, Ольги Берггольц, Александра Яшина, прозу Бориса Лавренева, Леонида Леонова, Юрия Нагибина.

Уже в начале 1942 года все сотрудники вернулись в Москву, и издательство возобновило работу в полном объёме. Работали по 10–12 часов в сутки, выпуская необходимые на фронте и в тылу книги, брошюры, плакаты. Так сотрудники издательства приближали День Победы.

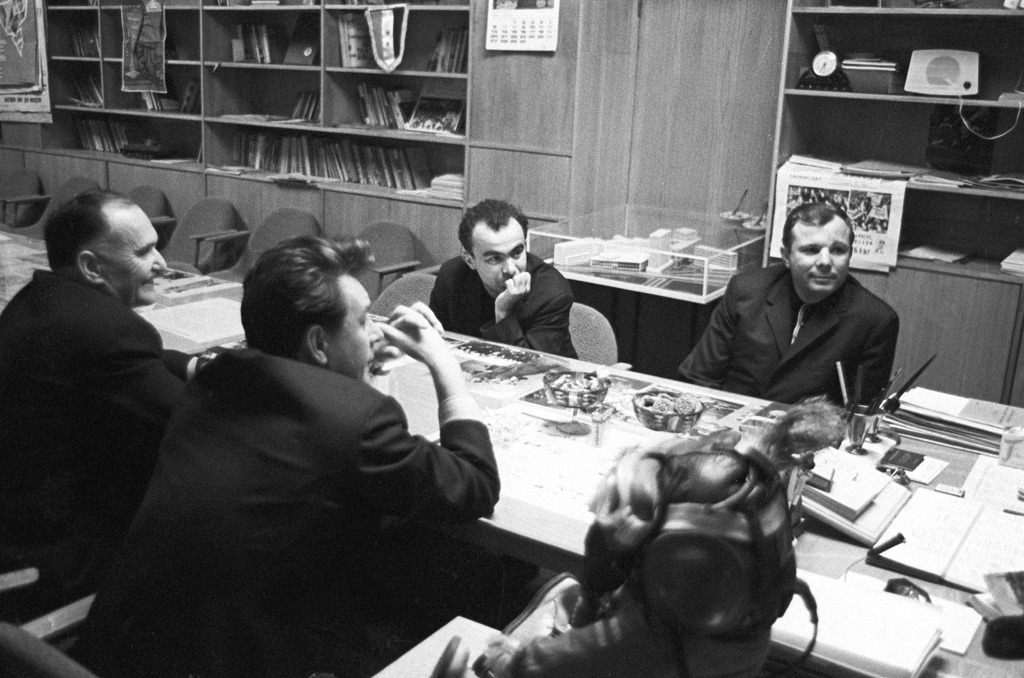
Юрий Гагарин в издательстве «Молодая гвардия»

1960—1970-е годы — интерес советского общества к чтению был особенно велик. Книги серии «ЖЗЛ», проза, фантастика, детективы, исторические книги моментально сметались с прилавков. В домах миллионов людей хранятся целые библиотеки с книгами издательства «Молодая гвардия».
В 1963 году вышла первая книга рассказов Василия Шукшина «Сельские жители». 1964 год отмечен выходом книги рассказов Василия Белова «Речные излуки», в 1971 году, вышел сборник его прозы «Сельские повести», сделавший автора знаменитым. «Донские рассказы» нобелевского лауреата Михаила Шолохова были напечатаны издательством «Молодая гвардия» одним из первых.
В 1965 году начат выпуск книг серии «Библиотека современной фантастики», изначально планировавшаяся в 15 томах, затем расширенная до 31 тома.
Маршал, дважды Герой Советского Союза Чуйков Василий Иванович был автором ряда предисловий к молодогвардейским книгам и именно в «Молодой гвардии» вышла в свет его книга «Закалялась молодость в боях» — воспоминания о Гражданской войне.
Лётчик-космонавт, Герой Советского Союза Юрий Алексеевич Гагарин был автором и героем книг «МГ», дружил с издательством, его последнее посещение «Молодой гвардии» состоялось 25 марта 1968 года. Книга «Психология и космос», написанная в содружестве с В. Лебедевым, переиздавалась и была переведена на многие языки мира. Он также написал предисловие к книге о Циолковском в серии «ЖЗЛ» в 1962 году.

### Постсоветский период
1990-е годы — тиражи книг резко сокращались, многие серии перестали существовать. Исчезновение централизованного комплектования библиотек вело к тому, что книги «Молодой гвардии» стали недоступны для многих регионов России. В 1991 году на базе издательско-полиграфического объединения «МГ» было создано ОАО «Молодая гвардия», которое существует по сей день.
Рубеж XX—XXI веков — начался постепенный процесс возрождения деятельности издательства.
Серия книг издательства «Живая история: Повседневная жизнь человечества» основана в 1999 году по образцу известной французской серии «La Vie quotidienne». Более чем за 10 лет своего существования в серии вышло свыше 110 книг, каждая из которых представляет собой исторический «портрет» определённой эпохи («Повседневная жизнь Москвы в XIX веке», «Повседневная жизнь средневековой Москвы»), профессии («Повседневная жизнь российского спецназа», «Повседневная жизнь балерин русского императорского театра») или социального слоя («Повседневная жизнь русского дворянства пушкинской поры», «Повседневная жизнь европейских студентов от Средневековья до эпохи Просвещения»).

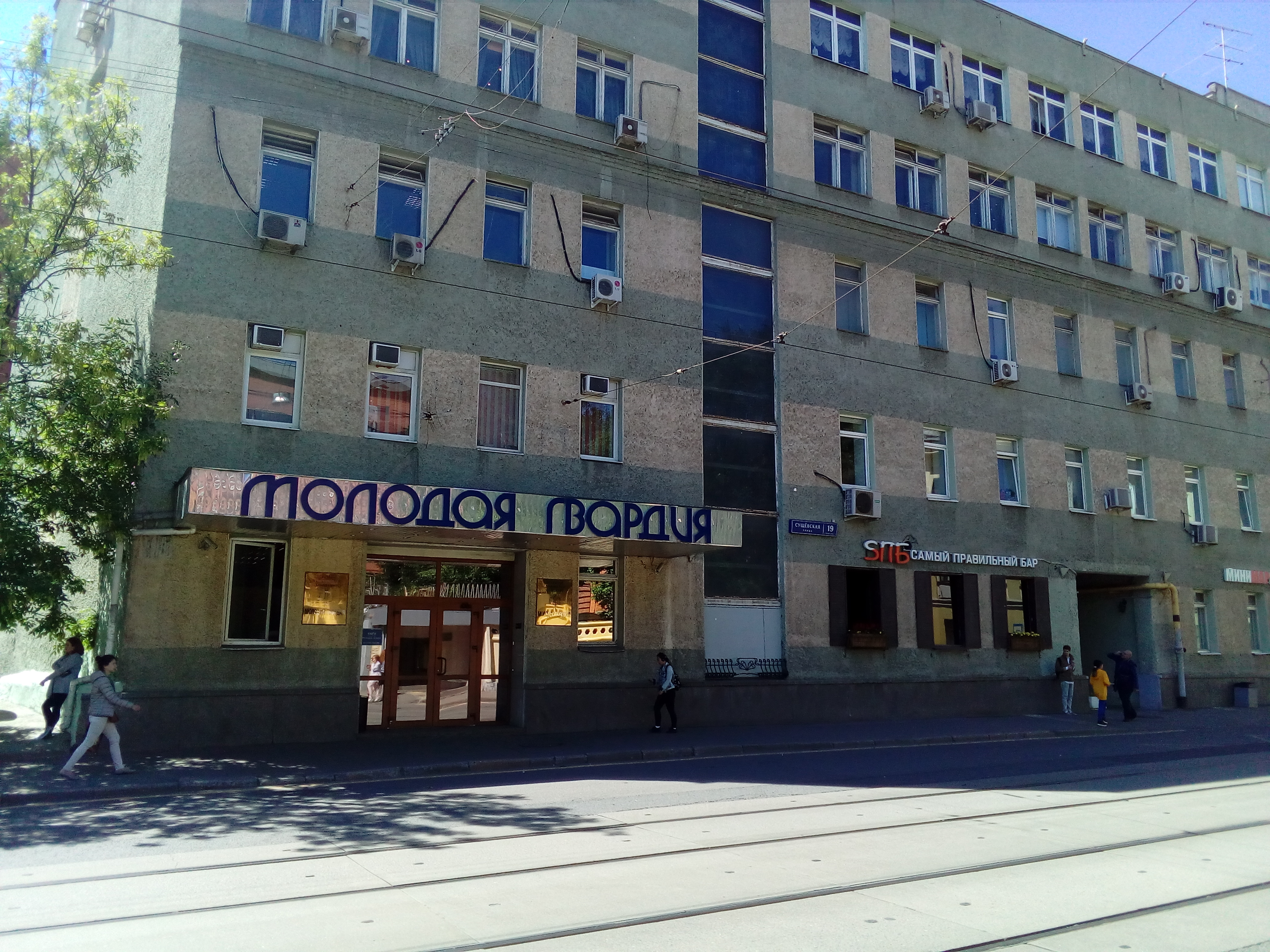
Здание издательства «Молодая гвардия» на Сущёвской улице

В 2002 году издательством была создана новая книжная серия «Близкое прошлое» (мемуаристика и эпистолярия). Среди книг, вышедших в серии «Близкое прошлое», — «Жизнь на восточном ветру» И. Гюнтера, «Жизнь и судьба. Воспоминания» А. Тахо-Годи, «Девочка, катящая серсо…» О. Гильдебрандт-Арбениной, «Лики и образы» Е. К. Герцык, «Цвет ликующий: Дневники. Этюды об искусстве» Т. А. Мавриной.
В 2005 году создана книжная серия «Жизнь замечательных людей. Биография продолжается…» В отличие от классической «ЖЗЛ», в этой серии выходят книги о ныне живущих людях.
В 2009 году была запущена «ЖЗЛ: малая серия», которая отличается от классической серии ЖЗЛ только объёмом материала, без каких-либо упрощений.
Серия «Дело №…» включает в себя книги, написанные на основе рассекреченных документов, повествует о секретных военных операциях, разведчиках, заговорах. Среди них «Подлинная история „Майора Вихря“», «Военная контрразведка 1918—2010 годов», «Тайные операции Второй мировой: Книга о военной разведке», «Морские волки Гитлера», «Жандарм с царём в голове», «Разведчики: Герои Советского Союза и Герои России», «Три покушения на Ленина» и другие.
2022 год — 100-летие издательства.

## Книжные серии
- «Жизнь замечательных людей» (ЖЗЛ)
- «Жизнь замечательных людей: Биография продолжается…»
- «Жизнь замечательных людей. Малая серия»
- «Живая история: Повседневная жизнь человечества»
- «Тебе в дорогу, романтик»
- «Библиотека современной фантастики»
- «Близкое прошлое»
- «Дело №…»
- «Россия и мир»
- «Проза века»
- «Золотой жираф»
- «Стрела»
- «Литературный пасьянс»
- «Пионер — значит первый»
- «Спорт и личность»
- «Эврика»

## Награды и премии
- Орден Трудового Красного Знамени (1969)[7]
- Премия Ленинского комсомола (1978)
- Петербургский книжный салон. Лучшее произведение в номинации «Современная проза»: Е. В. Анисимов, «Анна Иоанновна» (2002)
- Диплом Международной ярмарки «Невский книжный форум» за серию книг «Живая история: Повседневная жизнь человечества» (2002)
- Премия «Большая книга» за книгу Д. Быкова «Борис Пастернак» (2006)
- Премия «Большая книга» за книгу А. Варламова «Алексей Толстой» (2007)
- Премия «Большая книга» за книгу Л. Сараскиной «Солженицын» (2008)
- Премия «Лучшие книги и издательства года» за книгу В. Осипова «Шолохов» в серии ЖЗЛ (2010)
- Диплом премии «Книга года» за просветительскую деятельность и вклад в отечественную словесность (2010)
- Премия «Лучшие книги и издательства года» (2011)